# Li Xiaoxia
Li Xiaoxia (en chino tradicional, 李晓霞; en chino simplificado, 李晓霞; pinyin, Lǐ Xiǎoxiá; nacida el 16 de enero de 1988 en Anshan, Liaoning, China) es una jugadora de tenis de mesa profesional china.
Entrena en el Jiangsu Wuxi Shanhe Club en Wuxi, China. Su entrenador es Sun Li, quien es también el mentor de oro olímpico ganador de la medalla Zhang Yining. Se espera que Li Xiaoxia se convertirá en uno de los jugadores más valiosos del equipo de China en el futuro. En abril de 2011, ocupó el primer lugar en el ranking mundial de las mujeres de la ITTF. En términos de logros, es una de las más exitosas jugadoras de tenis de mesa femenino (junto a Wang Nan y Zhang Yining) que han ganado la medalla de oro en cada una de las competencias como la copa del mundo de tenis de mesa, el campeonato mundial de tenis de mesa, y el tenis de mesa olímpico.
En 2013 fue incluida en el Salón de la Fama del Tenis de Mesa.